# Convolvulus clementii
Convolvulus clementii är en vindeväxtart som beskrevs av Karel Domin. Convolvulus clementii ingår i släktet vindor, och familjen vindeväxter. Inga underarter finns listade i Catalogue of Life.

## Bildgalleri

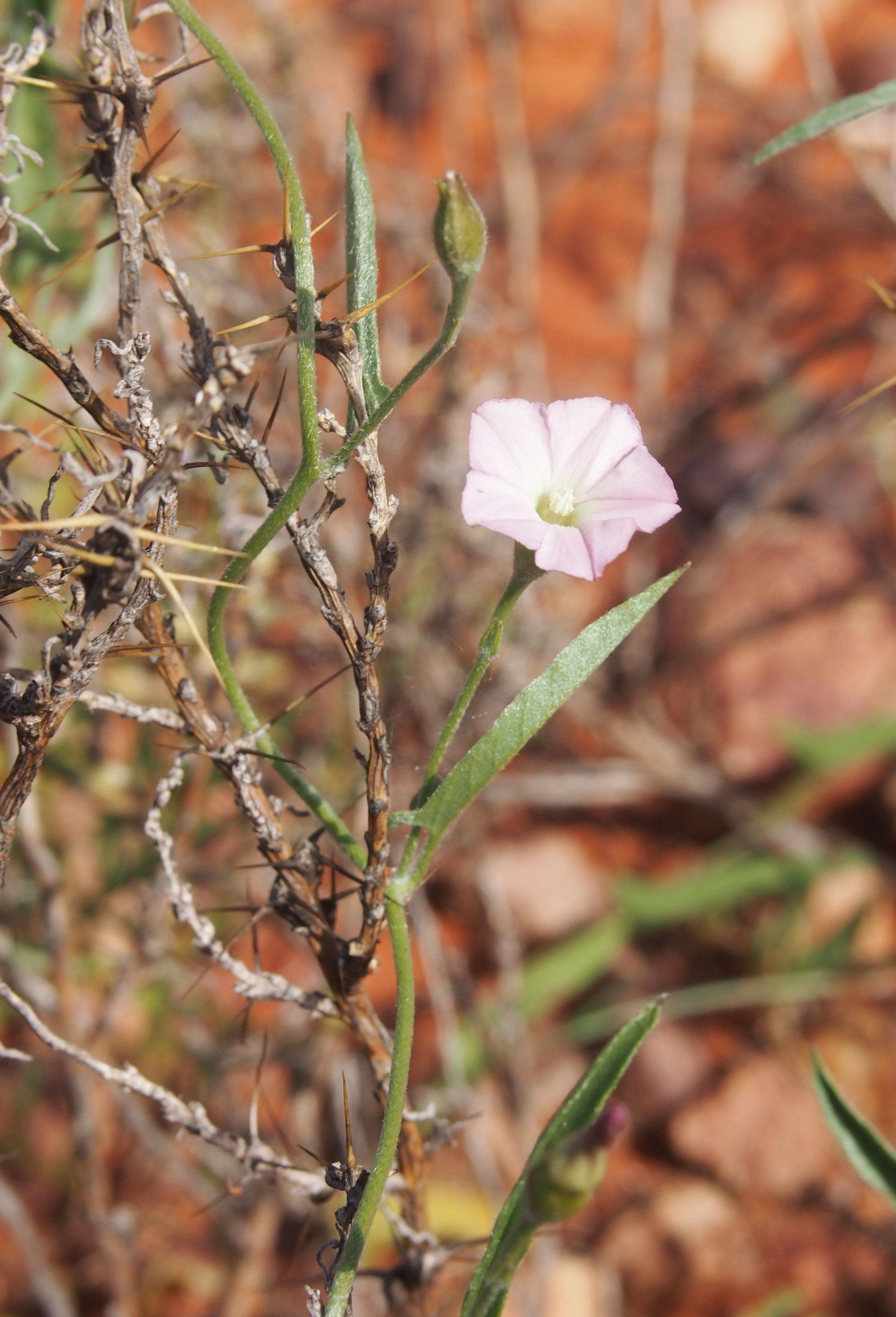
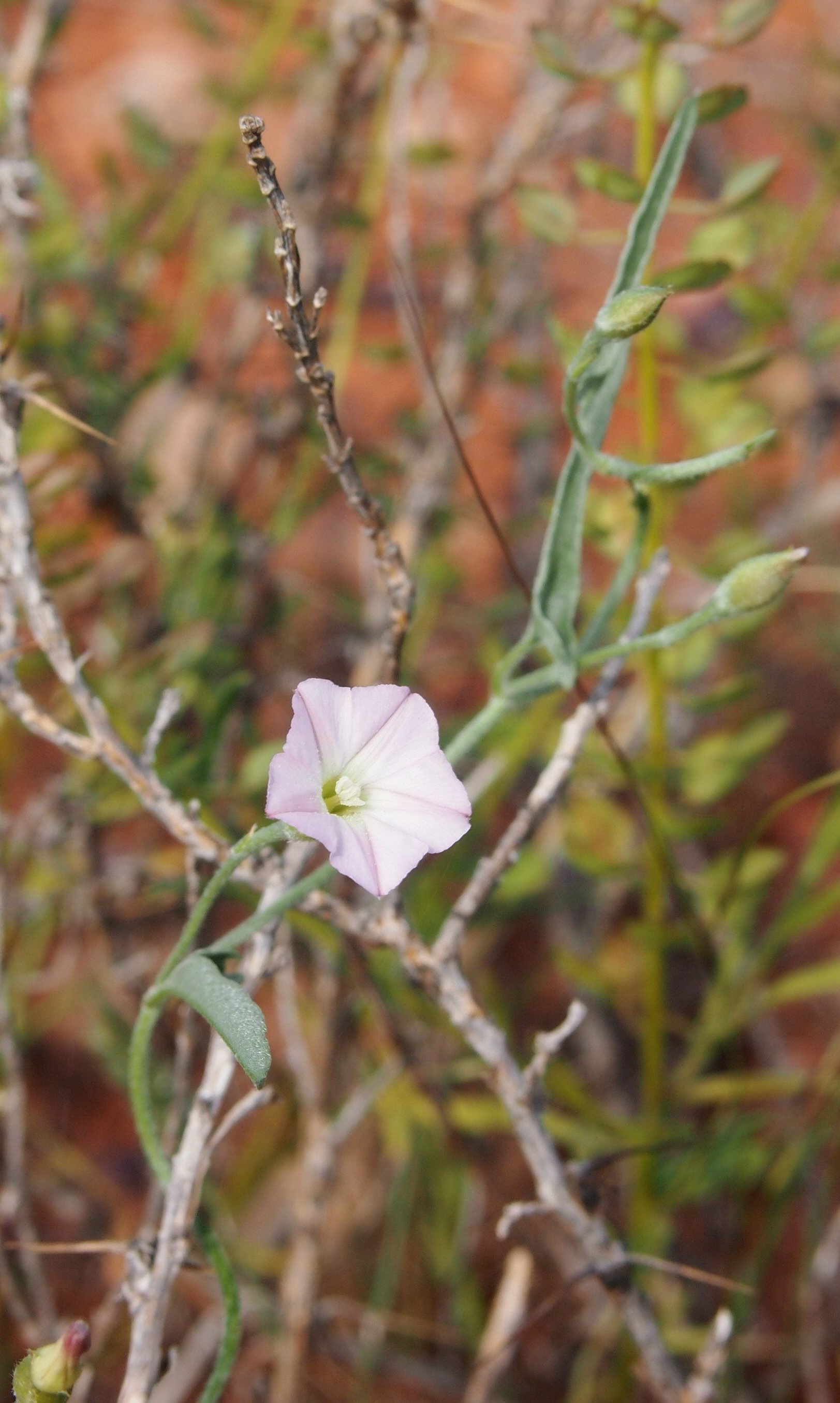
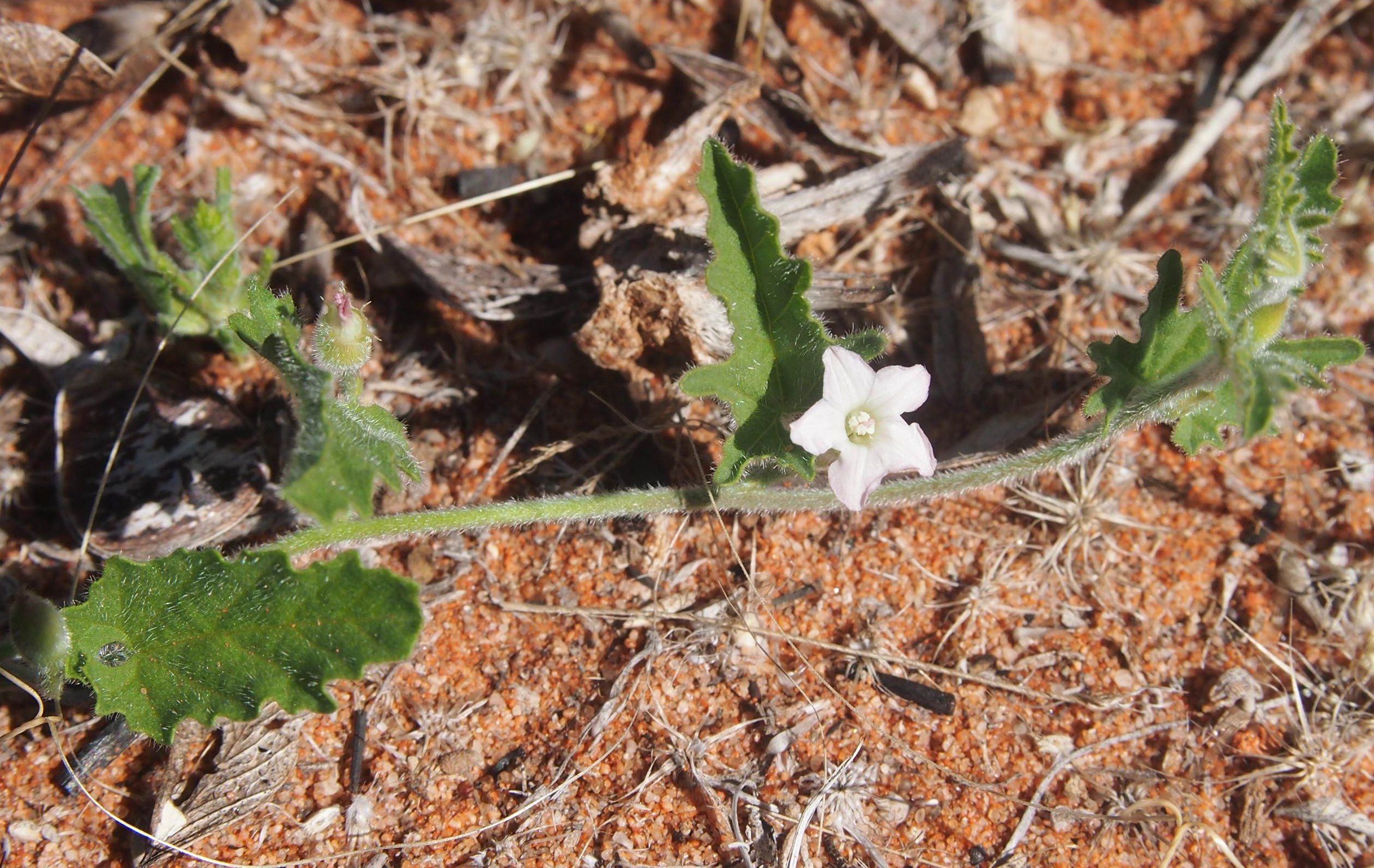
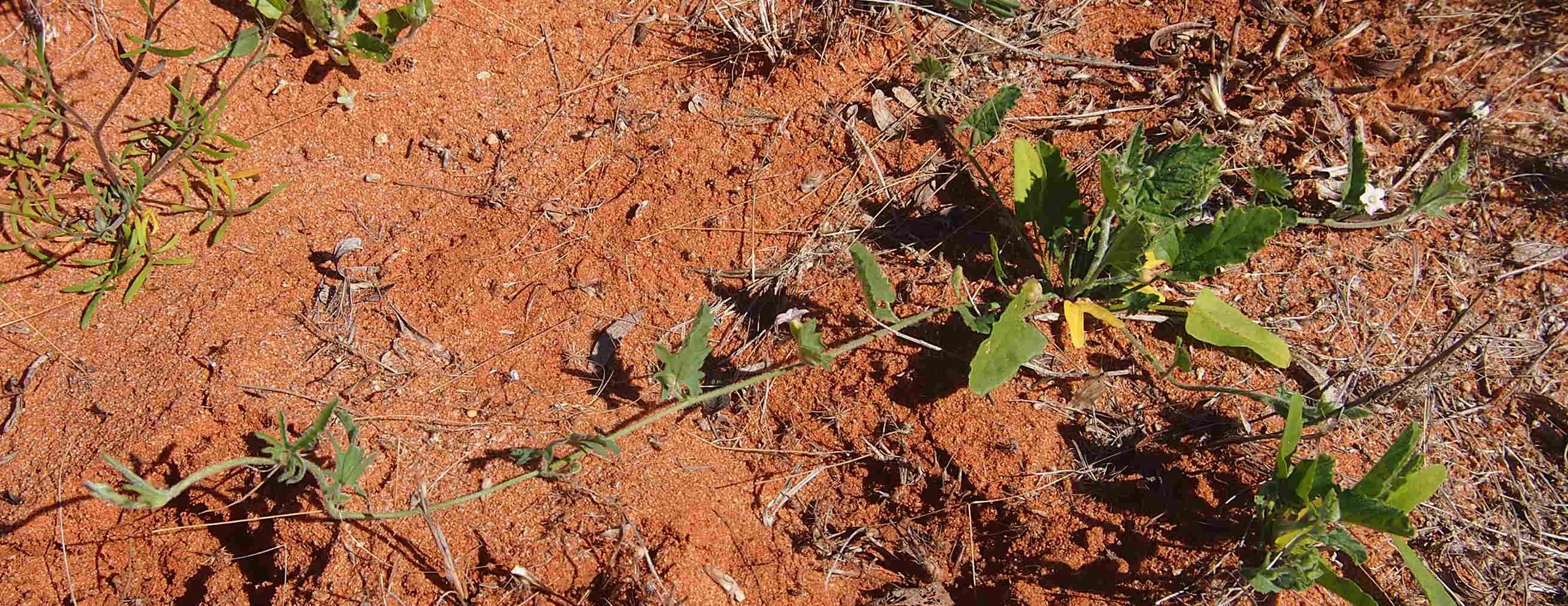